# Regionalna nogometna liga Zagreb – Sjever – Skupina B 1990./91.
Regionalna nogometna liga Zagreb – Sjever – Skupina B, također i kao RNL Zagreb Sjever – grupa "B"  u sezoni 1990./91. je predstavljala ligu petog stupnja nogometnog prvenstva Jugoslavije. 
 
Sudjelovalo je 14 klubova, a prvak je bio "Čelik" iz Križevaca. 

## Ljestvica
| mj. | klub                          | ut. | pob. | ner. | por. | gol+ | gol- | bod |
| --- | ----------------------------- | --- | ---- | ---- | ---- | ---- | ---- | --- |
| 1.  | Čelik Križevci                | 26  | 14   | 9    | 3    | 58   | 18   | 37  |
| 2.  | Slaven Koprivnica             | 26  | 16   | 4    | 6    | 57   | 26   | 36  |
| 3.  | 5. maj – Mladost Ždralovi     | 26  | 14   | 7    | 5    | 53   | 27   | 35  |
| 4.  | TVIN Virovitica               | 26  | 14   | 7    | 5    | 42   | 35   | 35  |
| 5.  | Osvit Đelekovec               | 26  | 11   | 8    | 7    | 38   | 25   | 30  |
| 6.  | Graničar Legrad               | 26  | 9    | 11   | 6    | 32   | 22   | 29  |
| 7.  | Hajduk Pakrac                 | 26  | 12   | 2    | 12   | 44   | 35   | 26  |
| 8.  | Lokomotiva Koopivnica         | 26  | 7    | 9    | 10   | 38   | 42   | 23  |
| 9.  | Graničar Đurđevac             | 26  | 7    | 9    | 10   | 34   | 39   | 23  |
| 10. | Podravec Torčec               | 26  | 9    | 4    | 13   | 31   | 42   | 22  |
| 11. | Daruvar                       | 26  | 8    | 5    | 13   | 36   | 49   | 21  |
| 12. | Mladost Kloštar Podravski     | 26  | 6    | 7    | 13   | 27   | 60   | 19  |
| 13. | Garić Garešnica               | 26  | 5    | 6    | 15   | 22   | 46   | 16  |
| 14. | Proleter Garešnički Brestovac | 26  | 4    | 4    | 18   | 23   | 67   | 12  |

## Rezultatska križaljka
| kratica | klub                          | 5MML | ČEL | DAR | GAR | GRAĐ | GRAL | HAJ | LOK | MLA | OSV | POD | PRO | SLA | TVIN |
| --- | ----------------------------- | ---- | --- | --- | --- | ---- | ---- | --- | --- | --- | --- | --- | --- | --- | ---- |
| 5MML | 5. maj – Mladost Ždralovi     |      |     |     |     |      |      |     |     |     |     |     |     |     |      |
| ČEL | Čelik Križevci                |      |     |     |     |      |      |     |     |     |     |     |     |     |      |
| DAR | Daruvar                       |      |     |     |     |      |      |     |     |     |     |     |     |     |      |
| GAR | Garić Garešnica               |      |     |     |     |      |      |     |     |     |     |     |     |     |      |
| GRAĐ | Graničar Đurđevac             |      |     |     |     |      |      |     |     |     |     |     |     |     |      |
| GRAL | Graničar Legrad               |      |     |     |     |      |      |     |     |     |     |     |     |     |      |
| HAJ | Hajduk Pakrac                 |      |     |     |     |      |      |     |     |     |     |     |     |     |      |
| LOK | Lokomotiva Koopivnica         |      |     |     |     |      |      |     |     |     |     |     |     |     |      |
| MLA | Mladost Kloštar Podravski     |      |     |     |     |      |      |     |     |     |     |     |     |     |      |
| OSV | Osvit Đelekovec               |      |     |     |     |      |      |     |     |     |     |     |     |     |      |
| POD | Podravec Torčec               |      |     |     |     |      |      |     |     |     |     |     |     |     |      |
| PRO | Proleter Garešnički Brestovac |      |     |     |     |      |      |     |     |     |     |     |     |     |      |
| SLA | Slaven Koprivnica             |      |     |     |     |      |      |     |     |     |     |     |     |     |      |
| TVIN | TVIN Virovitica               |      |     |     |     |      |      |     |     |     |     |     |     |     |      |
| |                               |      |     |     |     |      |      |     |     |     |     |     |     |     |      |
| podebljan rezultat - utakmice od 1. do 14. kola (1. utakmica između klubova) rezultat normalne debljine - utakmice od 15. do 26. kola (2. utakmica između klubova) rezultat nakošen - nije vidljiv redoslijed odigravanja međusobnih utakmica iz dostupnih izvora rezultat smanjen * - iz dostupnih izvora nije uočljiv domaćin susreta prekrižen rezultat - poništena ili brisana utakmica p - utakmica prekinuta 3:0 p.f. / 0:3 p.f. - rezultat 3:0 bez borbe |                               |      |     |     |     |      |      |     |     |     |     |     |     |     |      |

 Izvori:

## Unutarnje poveznice
- Hrvatska liga – Sjever 1990./91.
- Regionalna liga – Sjever – skupina A 1990./91.
- Regionalna liga Zagreb – Jug 1990./91.
- Međuopćinska liga Virovitica – Križevci – Đurđevac – Koprivnica 1990./91.